# Kuňovice
Kuňovice (Duits: Kunowitz of Kunowitz bei Flesching) is een Tsjechische gemeente in de regio Midden-Bohemen en maakt deel uit van het district Benešov. Het dorp ligt op 9 kilometer afstand van de stad Vlašim.
Kuňovice telt 84 inwoners (2025).

## Geschiedenis
De eerste schriftelijke vermelding van Kuňovice dateert van 1412.
Tussen 1850 en 1920 maakte Kuňovice deel uit van de gemeente Mnichovice. Sinds 1960 is Kuňovice ondergebracht bij het district Benešov. Het wapen en de vlag werden op 24 februari 2012 door de voorzitter van de Kamer van Afgevaardigden van het Parlement van de Tsjechische Republiek aan de gemeente toegekend.

## Verkeer en vervoer

### Autowegen
De regionale weg II/112 loopt door de gemeente en verbindt Kuňovice met Pelhřimov enerzijds en de stad Benešov anderzijds. 

### Spoorlijnen
Er is geen station in de gemeente. Het dichtstbijzijnde station is in Zdislavice, op zo'n vijf kilometer afstand. Dat station ligt aan de spoorlijn van Benešov naar Vlašim.

### Buslijnen
Er zijn twee bushaltes in de gemeente:
| Halte              | Lijn(en)        | Traject(en)                                                                               | Vervoerder(s)                          |
| ------------------ | --------------- | ----------------------------------------------------------------------------------------- | -------------------------------------- |
| Kuňovice, Kuňovice | 406 842 843 849 | Pelhřimov - Praag-Roztyly Dolní Kralovice - Vlašim Vlašim - Čechtice Čechtice - Načeradec | CŠAD Benešov CŠAD Benešov CŠAD Benešov |
| Kuňovice, Rozchod  | 842 843         | Dolní Kralovice - Vlašim Vlašim - Čechtice                                                | CŠAD Benešov CŠAD Benešov              |

## Bezienswaardigheden
- Dorpskapel

## Galerij

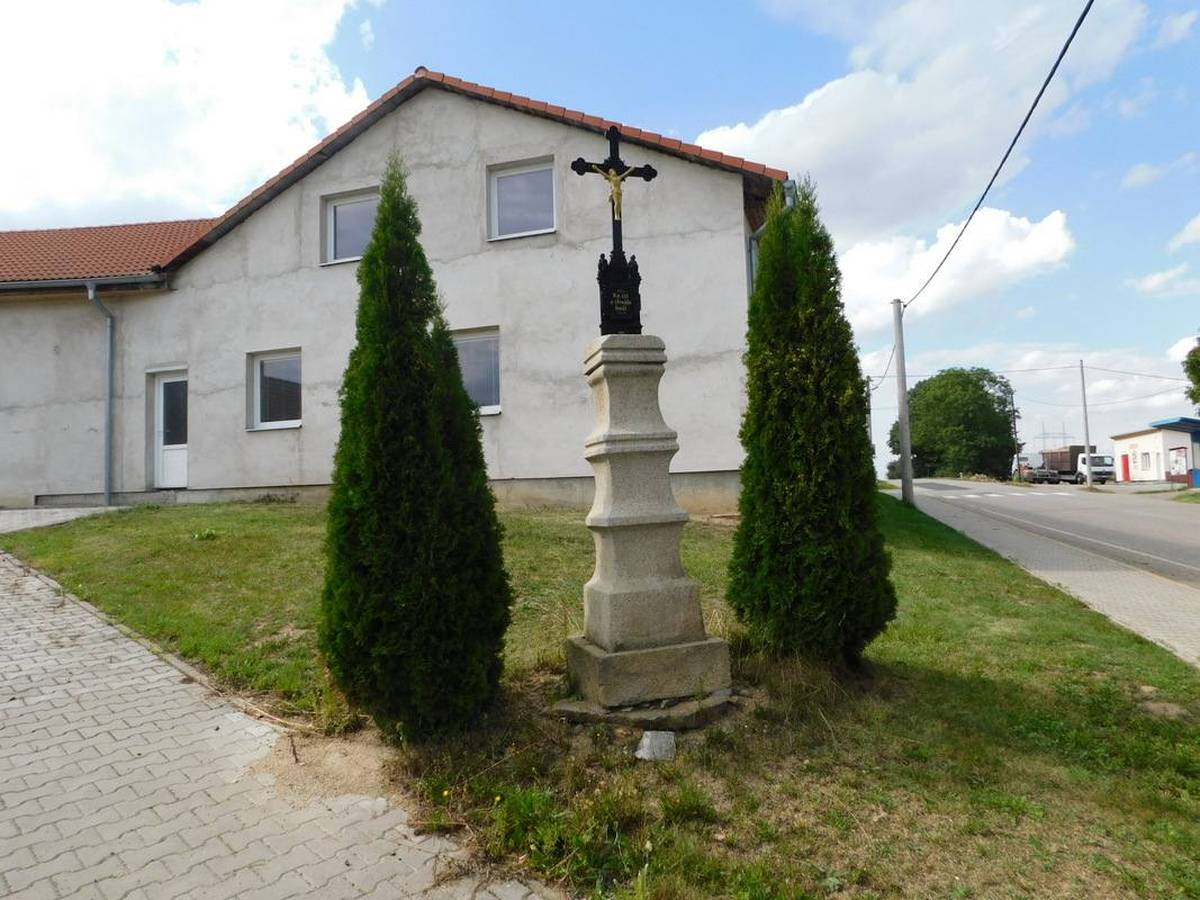
Wegkruis (2021)
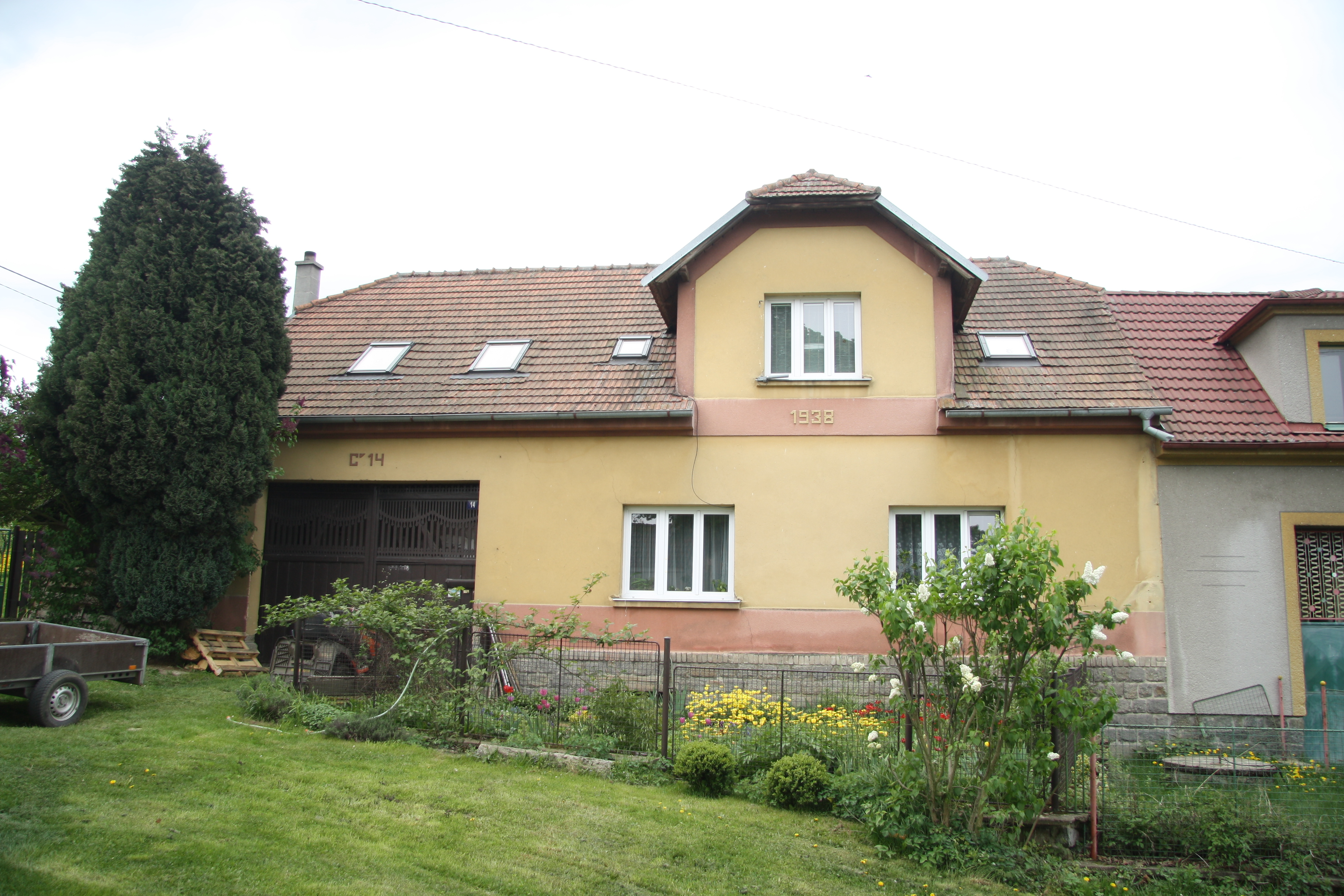
Huis in het dorp (2018)
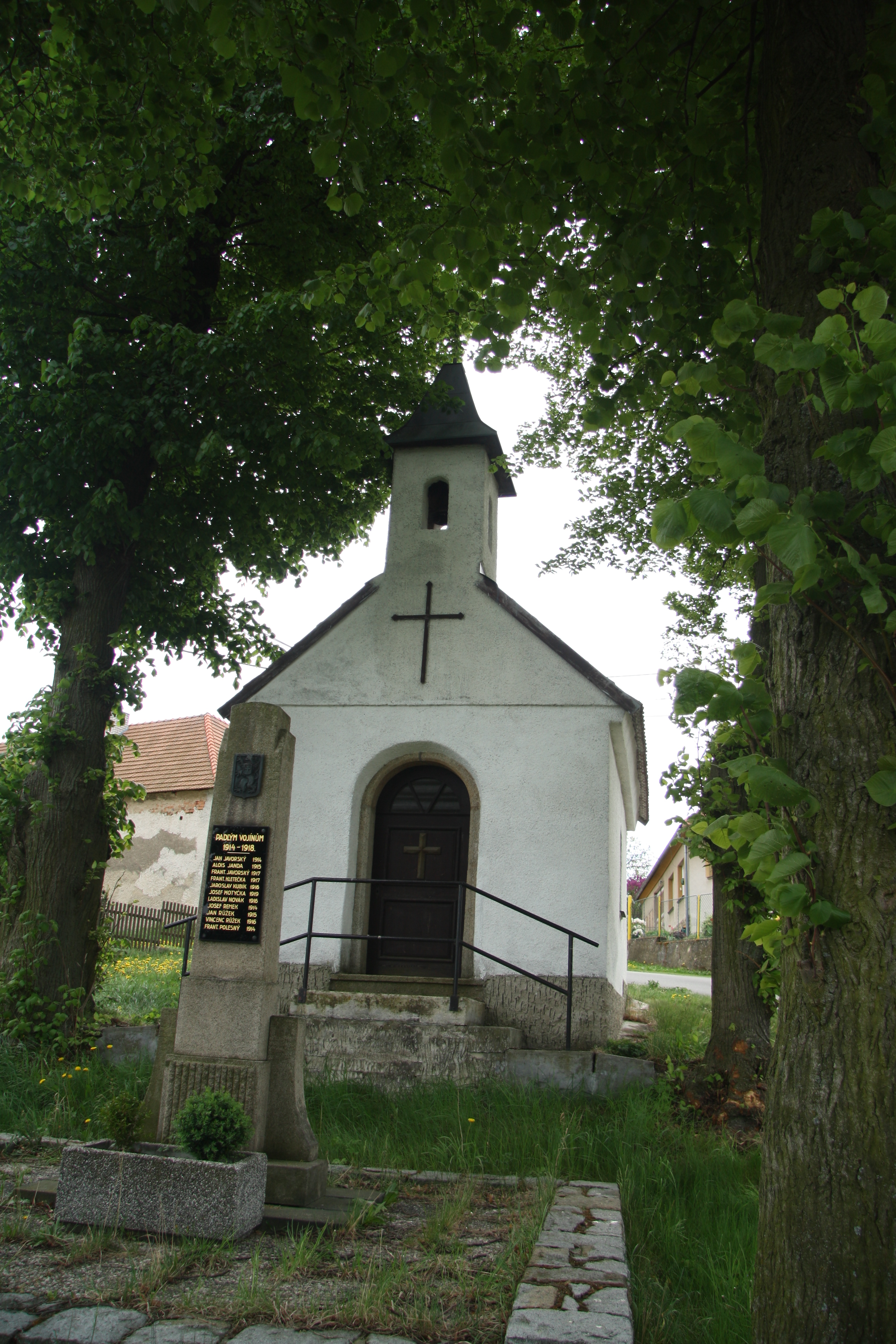
Dorpskapel (2018)